# Australoconops pallorivittus
Australoconops pallorivittus är en tvåvingeart som beskrevs av Schneider 2010. Australoconops pallorivittus ingår i släktet Australoconops och familjen stekelflugor. Inga underarter finns listade i Catalogue of Life.